# Janaína Ávila
Janaína Ávila Brasil, também conhecida como Janaína Brasil (São Paulo, 11 de janeiro de 1977) é uma atriz brasileira.

## Carreira
Atriz paulistana. Permaneceu no Centro de Pesquisa Teatral do aclamado diretor Antunes Filho por dois anos (entre 2005 e 2007), estudando a técnica do encenador e participando dos processos de Pret-a-Porter e A Pedra do Reino.
Trabalhou com grandes diretores como Wolney de Assis, em “O Marinheiro” que ficou em cartaz na Casa das Rosas em 2006. Estudou e trabalhou com a grande atriz Berta Zemel, que a dirigiu em “Ensaio sobre Electra”, espetáculo que protagonizou.
Participou de mais de 10 curtas com destaque para: “Saia Santa” (2002), com roteiro e direção de Mauro D’Addio e para o longa “Ainda somos os mesmos” roteiro de Alessandro Marson, direção Marco Sigrist (a ser lançado), atuando ao lado de Antonio Abujamra e Laura Cardoso.
Em 2010 integra o elenco de Tempos Modernos da TV Globo, como a gótica Milena Morgado. Participou de Rei Davi (minissérie) na qual interpreta Abigail, trabalho que lhe rendeu contrato de longo prazo com a Record.
No teatro em 2010 produziu e protagonizou a peça Blitz de Bosco Brasil com direção de Ivan Sugahara
Paralelo à carreira artística em 2012 assume um cargo executivo na TV Record tornando-se responsável pela seleção de projetos de produtoras independentes e interface com o mercado audiovisual 
Em 2015, deixa a Record. Em 2017 faz uma participação na primeira e na segunda temporada de Rotas do Ódio, do Universal Channel.
Como produtora executiva, assina como produtora associada três longas: Altas Expectativas (2017. Ficção. Dir. Alvaro Campos e Pedro Antonio), Tá Rindo de quê? (2018. Documentário. Dir. Claudio Manoel, Alvaro Campos e Alê Braga), e Rindo à Toa (2018. Documentário. Dir. Claudio Manoel, Alvaro Campos e Alê Braga).

## Trabalhos na televisão[11]
| Ano  | Trabalho          | Autor              | Diretor              | Emissora    | Personagem     |
| ---- | ----------------- | ------------------ | -------------------- | ----------- | -------------- |
| 2018 | Rotas do Ódio     | Susanna Lira       | Susanna Lira         | Universal   | Maura          |
| 2014 | Plano Alto        | Marcílio Moraes    | Ivan Zettel          | Rede Record | Adriana        |
| 2014 | Milagres de Jesus | Renato Modesto     | João Camargo         | Rede Record | Adira          |
| 2013 | O Amor e a Morte  | Marcílio Moraes    | Marco Altberg        | Rede Record | Graça          |
| 2012 | Rei Davi          | Vivian de Oliveira | Edson Spinello       | Rede Record | Abigail        |
| 2010 | Tempos Modernos   | Bosco Brasil       | José Luiz Villamarim | Rede Globo  | Milena Morgado |
| 2009 | Trago Comigo      | Tata Amaral        | Tata Amaral          | TV Cultura  | Fabi Tedesco   |

## Trabalhos no Cinema
| Ano  | Filme                    | Roteiro/Diretor                                   |
| ---- | ------------------------ | ------------------------------------------------- |
| 2008 | A Menina de Preto        | Direção Thamilin Aso                              |
| 2007 | O Amor que Tu Me Tinhas  | Direção Gisele Castro                             |
| 2007 | Dia das Mães             | Direção Fernando Garrido                          |
| 2006 | Para aqueles que Esperam | Direção Gabriel Tye                               |
| 2005 | Sala Virtual             | Direção Thiago Fogaça                             |
| 2003 | Ainda Somos os Mesmos    | Roteiro Alessandro Marson, Direção Marcos Sigrist |
| 2002 | Saia Santa               | roteiro e direção Mauro D’Addio                   |
| 2000 | Ataque                   | Roteiro grupo Toca, direção Nereu Cerdeira        |
| 1998 | Ifigênia                 | Direção Paolo Gregori                             |
| 1998 | A Rede, roteiro          | Direção Maria Emília Vinícola                     |

## Trabalhos no Teatro
| Ano  | Peça                                                                | Autor                | Diretor                            |
| ---- | ------------------------------------------------------------------- | -------------------- | ---------------------------------- |
| 2019 | A Menina do Kung Fu                                                 | Diego Molina         | Diego Molina e Carolina Godinho    |
| 2015 | Leitura Dramática: Atos e Omissões                                  | Bosco Brasil         | Issac Bernat                       |
| 2010 | Blitz                                                               | Bosco Brasil         | Ivan Sugahara                      |
| 2009 | Leitura Dramática: Cheiro de Chuva                                  | Bosco Brasil         | Janaína Ávila                      |
| 2008 | Leitura Dramática: Apenas o Fim do Mundo                            | de Jean-Luc Lagarce  | Janaína Ávila.                     |
| 2006 | O Marinheiro                                                        | Fernando Pessoa      | Wolney de Assis.                   |
| 2006 | Leitura Dramática: A Consciência do Zero, Poesias                   | Frederico Barbosa    | Frederico Barbosa                  |
| 2005 | Ensaio sobre Electra                                                | Sófocles             | Dir. Berta Zemel                   |
| 2003 | Leitura Dramatica: Se Correr, o Bicho Pega… Se Ficar, o Bicho Come… | Oduvaldo Viana Filho | Carlos Meceni                      |
| 1999 | A Perseguição ou o Longo Caminho que Vai de Zero a Ene              | Timochenco Wehbi     | Gabriel Pereira                    |
| 1997 | Brincando com a Vida                                                | Aguinaldo Gabarrão   | Aguinaldo Gabarrão                 |
| 1996 | A Cantora Careca                                                    | Eugène Ionesco       | Vera Nunes                         |
| 1996 | O Jogo                                                              | Mariela Romero       | Angélica Hernandez e Janaina Ávila |
| 1996 | Óculos - A Balada do Flautista                                      | Jorge Teixidor       | Nivaldo Todaro                     |
| 1995 | O Pedido de Casamento                                               | Anton Tchekhov       | Vera Nunes                         |
| 1995 | Cavalgada para o Mar                                                | John M. Synge        | Vera Nunes                         |
| 1995 | Farsa do Mestre Pathelin                                            | Autor: anônimo       | J C. Novaes                        |
| 1995 | Ensaio sobre Macbeth                                                | William Shakespeare  | Daisy Nery                         |
| 1993 | Joseph and the Amazing Technicolor Dreamcoat                        | Tim Rice             | Ruth T. Snyder                     |